# Галлюцигении
Галлюциге́нии (лат. Hallucigenia, от hallucinatio + -genia «порождение бредней») — род ископаемых беспозвоночных из группы Xenusia. Описаны английским палеонтологом Саймоном Конвей-Моррисом в 1977 году. Остатки впервые найдены в сланцах Бёрджес. Далее галлюцигений находили в китайском Чэнцзяне. Внешне похожи на червяка с двумя рядами ходульных ножек и спинными шипами. Были родственны современным онихофорам и являются сестринским таксоном тихоходкам и членистоногим (Euarthropoda).
У галлюцигений вытянутая голова с простыми глазками, круг склеротизированных элементов в ротовой полости и игольчатые зубы в передней части пищеварительного тракта.
Размеры галлюцигений не превышают нескольких сантиметров. Родовое название отражает необычный внешний вид типового вида и эксцентричную историю изучения; когда она был выделена в качестве рода, H. sparsa была реконструирована как загадочное животное, перевернутое вверх ногами и задом наперед.

## Галерея

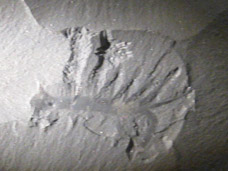
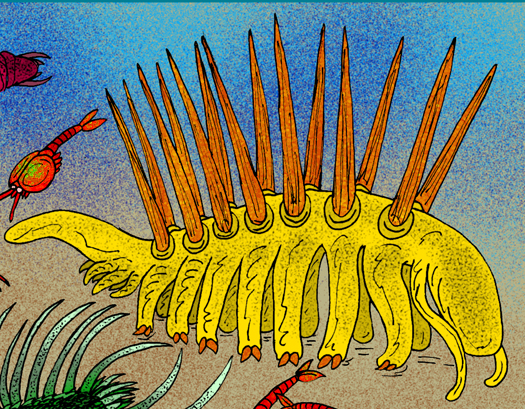
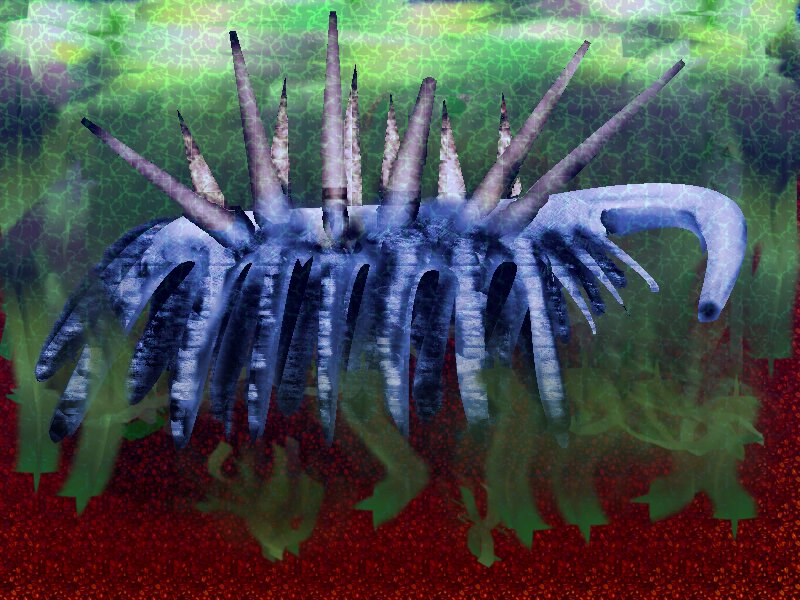
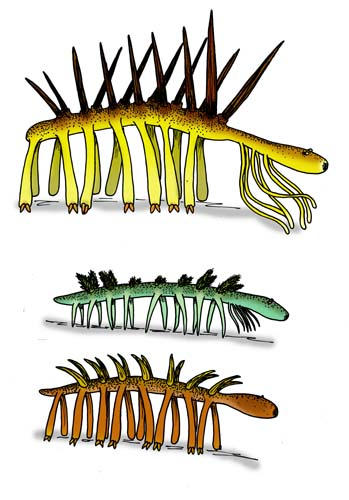
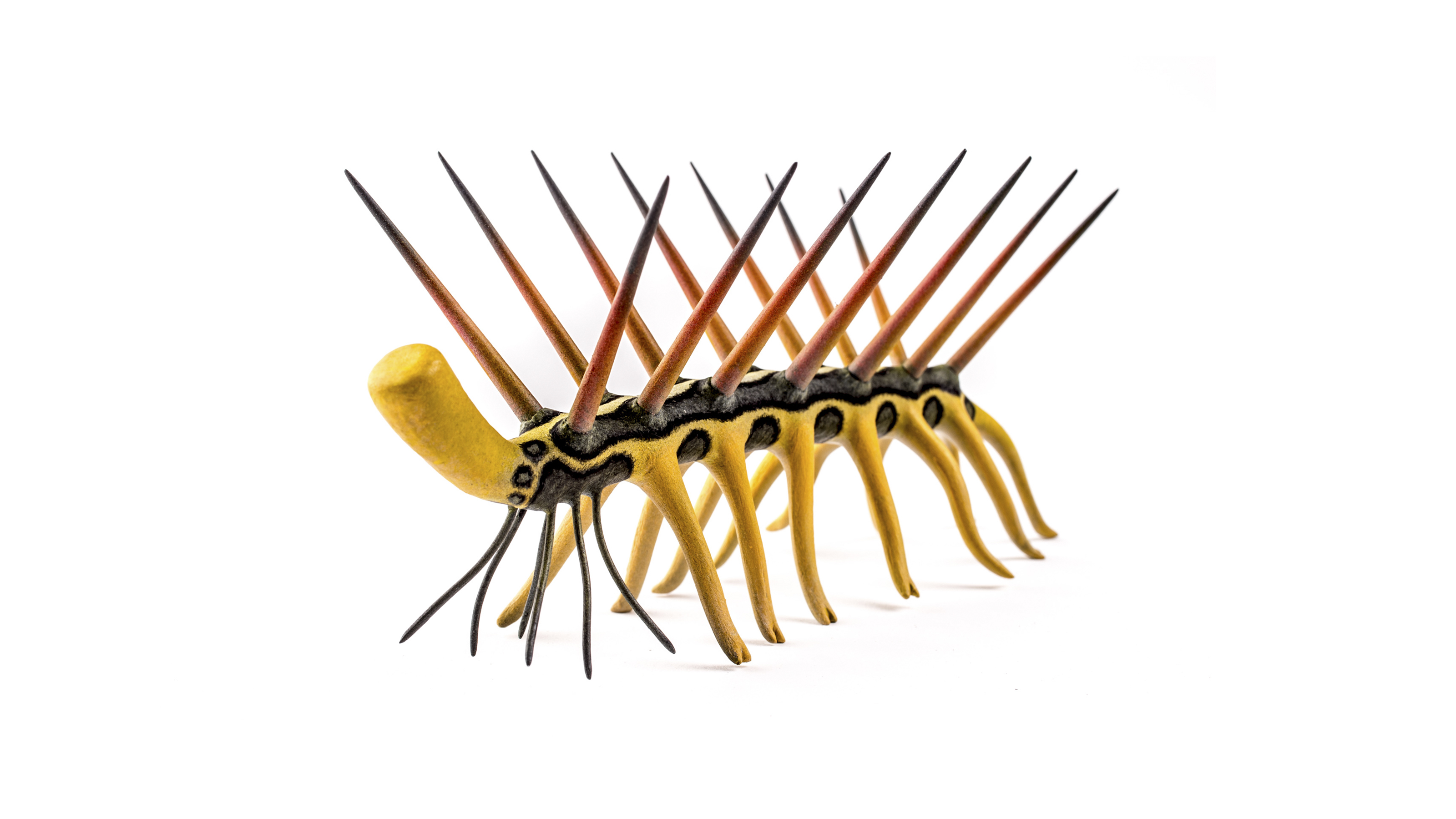
Hallucigenia sparsa